# 麥斯卡爾 (亞利桑那州)
麥斯卡爾（英語：Mescal）是位於美國亞利桑那州科奇斯縣的一個人口普查指定地區。根據2010年美國人口普查，該地人口為1812人，而該地的面積約為12.59平方千米。

## 地理
麥斯卡爾的座標為31°59′24″N 110°26′07″W / 31.99000°N 110.43528°W，而該地最高點為海拔高度1245米（即4085英尺）。